# New! Improved! Blue Cheer
New! Improved! Blue Cheer je třetí album rockové skupiny Blue Cheer, vydané v březnu 1969 v Philips Records.

## Seznam skladeb

### Strana 1
1. "When It All Gets Old" (Kellogg) – 3:01
2. "West Coast Child of Sunshine" (Stephens) – 2:41
3. "I Want My Baby Back" (Stephens) – 3:19
4. "Aces 'n' Eights" (Kellogg, Peterson, Stephens) – 2:47
5. "As Long as I Live" (Peterson, Stephens) – 2:20
6. "It Takes a Lot to Laugh, It Takes a Train to Cry" (Bob Dylan) – 3:16

### Strana 2
1. "Peace of Mind" (Holden) – 7:22
2. "Fruit & Iceburgs" (Holden) – 6:05
3. "Honey Butter Lover" (Holden) – 1:16

## Sestava
- Dickie Peterson – baskytara, zpěv
- Paul Whaley – bicí
- Bruce Stephens – kytara (skladby 1–6)
- Ralph Burns Kellogg – klávesy (skladby 1–6)
- Randy Holden – elektrická kytara (skladby 7–9)